# (1599) Giomus
(1599) Giomus es un asteroide perteneciente al cinturón de asteroides descubierto el 17 de noviembre de 1950 por Louis Boyer desde el observatorio de Argel-Bouzaréah, Argelia.

## Designación y nombre
Giomus fue designado al principio como 1950 WA.
Más tarde se nombró por la ciudad francesa de Gien.

## Características orbitales
Giomus está situado a una distancia media del Sol de 3,128 ua, pudiendo acercarse hasta 2,677 ua. Su inclinación orbital es 6,091° y la excentricidad 0,1441. Emplea 2020 días en completar una órbita alrededor del Sol.